# Kirsten Jacobsen
Kirsten Jacobsen (18 de fevereiro de 1942 – 3 de dezembro de 2010) foi uma política dinamarquesa.
Kirsten Jacobsen era a filha do banqueiro Børge Larsen e Helene Bånd-Larsen.